# برایان شورویل
برایان شورویل (انگلیسی: Brian Chevreuil؛ زادهٔ ۲۶ فوریهٔ ۱۹۹۷) بازیکن فوتبال اهل هائیتی است.
وی همچنین در تیم‌های ملی فوتبال Haiti national under-20 football team و هائیتی بازی کرده‌است.